# Centropus colossus
Centropus colossus (коукал велетенський) — вимерлий вид зозулеподібних птахів родини зозулевих (Cuculidae), що мешкав на території Австралії у пізньому плейстоцені. Був описаний у 1985 році за напівскам'янілою лівою плечовою кісткою, знайденою в 1979 році у печері Скам'янілостей, на південному сході Південної Австралії. Особливості цієї кістки вказують на те, що птах або не міг літати, або, принаймні, мав дуже обмежені можливості польоту. Велетенський коукал був більшим за будь-якого з нині живих родичів і однією з найбільших зозуль світу, на що вказує його видова назва colossus.